# Ligne de la grande ceinture de Paris

Streckenverlauf der Ligne de Grande Ceinture, markiert auf einer Karte aus dem Jahr 1898

Die Ligne de la grande ceinture de Paris, auch als Grande Ceinture bezeichnet, ist eine Ringbahn, die Paris umrundet. Sie verläuft in einer Entfernung von durchschnittlich 15 km vom Boulevard Périphérique. Ihr Bau wurde in der zweiten Hälfte des 19. Jahrhunderts beschlossen, um die bereits bestehende innere Ringlinie, die Chemin de Fer de Petite Ceinture zu entlasten und für den Güterverkehr eine Verbindungsbahn zwischen den einzelnen, radial auf Paris zulaufenden Strecken zu schaffen. Später wurden noch zwei Teilstrecken gebaut, welche parallel zur Hauptlinie verlaufen. Es handelt sich um die sog. Grande Ceinture complémentaire  und die Grande Ceinture stratégique.

## Streckenverlauf
Beginnend mit dem südwestlich von Paris gelegenen Versailles, durchquert die Linie – dem Uhrzeigersinn folgend – folgende Bahnhöfe bzw. Orte: Versailles-Chantiers, Saint-Nom-la-Bretèche, Saint-Germain-GC, Achères, Sartrouville, Argenteuil-GC, Epinay, Stains, Noisy-le-Sec, Valenton, Juvisy, Massy-Palaiseau.

## Geschichte
Bereits ab 1864 wurden verschiedene Projekte ausgearbeitet, um eine außerhalb der Stadtgrenzen von Paris verlaufende Ringbahn zu schaffen.
Die staatliche Verwaltung der Straßen und Brücken schlug einen vollständigen Ringschluss vor, mit Anbindung aller in Richtung Paris laufenden Radialstrecken. Dies wurde 1875 von der Nationalversammlung genehmigt mit der Auflage, dass die Strecke zweigleisig zu bauen sei.

### Vorplanungen und Betreiber

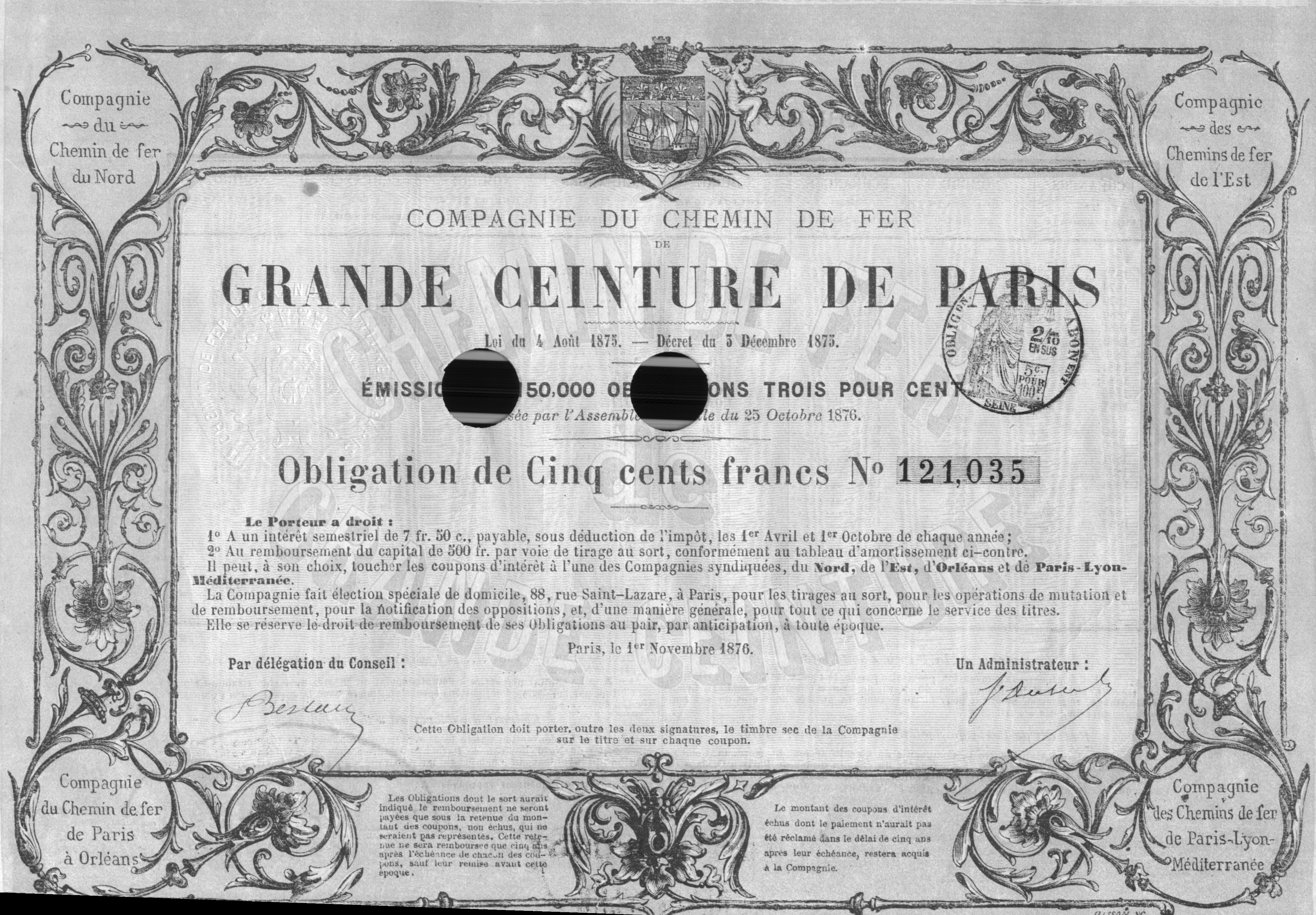
1875: Schuldverschreibung Compagnie .. Grande Ceinture de Paris

Die vier Gesellschaften, die Konzessionen zum Betrieb der Strecke erhalten hatten – nämlich die Compagnie des chemins de fer du Nord, die Compagnie des chemins de fer de l’Est, die Compagnie des chemins de fer de Paris à Lyon et à la Méditerranée (PLM) und die Compagnie du chemin de fer de Paris à Orléans gründeten noch im gleichen Jahr eine gemeinsame Tochtergesellschaft das sog. Syndicat de la Grande Ceinture.
1880 kam es übrigens zu einer Erweiterung: die beiden Betreibergesellschaften für die Petite und die Grande Ceinture schlossen sich zu einer Gesellschaft zusammen, welche den Namen Syndicat d'exploitation des deux Ceintures trug. In der Zwischenzeit war auch die Compagnie des chemins de fer de l’Ouest in die Gesellschaft eingetreten. 1881–1882.

### Baugeschichte

#### Die Hauptlinie
Der Bau der Linie wurde 1875 beschlossen und bereits 1877 konnte die erste Teilstrecke zwischen Noisy-le-Sec und Villeneuve-Saint-Georges südöstlich von Paris in Betrieb genommen werden. Baufertigstellung der ursprünglichen Linie war 1881/82. Sie trägt die Streckennummer 990 000.
1882 wurden die Streckenabschnitte Noisy-le-Sec – Le Bourget – Achères (am 2. Januar) sowie Achères – Versailles (am 4. September) eröffnet. 1883 ging der Abschnitt Juvisy – Versailles in Betrieb.

#### Grande ceinture stratégique
Die Linie Choisy-le-Roi ↔ Massy – Verrières, oft auch als Ligne de la grande ceinture stratégique bezeichnet, ist eine Ausweichstrecke zwischen dem Stellwerk von Orly und dem Bahnhof Massy – Palaiseau, welche über Rungis verläuft anstatt über Villeneuve-Saint-Georges und Juvisy. Diese Linie wurde 1886 in Betrieb genommen. Sie hat den Vorteil, dass die beiden erwähnten Bahnhöfe, welche sich zu einem Nadelöhr entwickelt hatten, nicht mehr angefahren wurden. Sie erfüllte aber auch eine Forderung des Militärs, nämlich, dass die Bahnlinie innerhalb des Gürtels der Verteidigungsforts, welche ab 1870 zum Schutz der französischen Hauptstadt gebaut wurden, verlaufen sollte. Die Linie hat die Streckennummer 985 000.

#### Grande ceinture complémentaire
Diese Strecke liegt östlich von Paris. Sie verläuft über Neuilly-sur-Marne und verbindet Sucy-Bonneuil mit Noicy-le-Sec. Die Strecke mit der Nummer 957 000 hat eine Länge von 21,2 km. Ihr Bau war notwendig geworden, da die Hauptstrecke auf mehreren Kilometern auch von den Radiallinien Paris-Est ↔ Mulhouse-Ville und Paris-Bastille ↔ Marles-en-Brie benützt wird und diese Streckenabschnitte überlastet waren. Nachdem der Bau 1924 beschlossen worden war, konnte die Linie 1928 in Betrieb genommen werden.

#### Kunstbauten

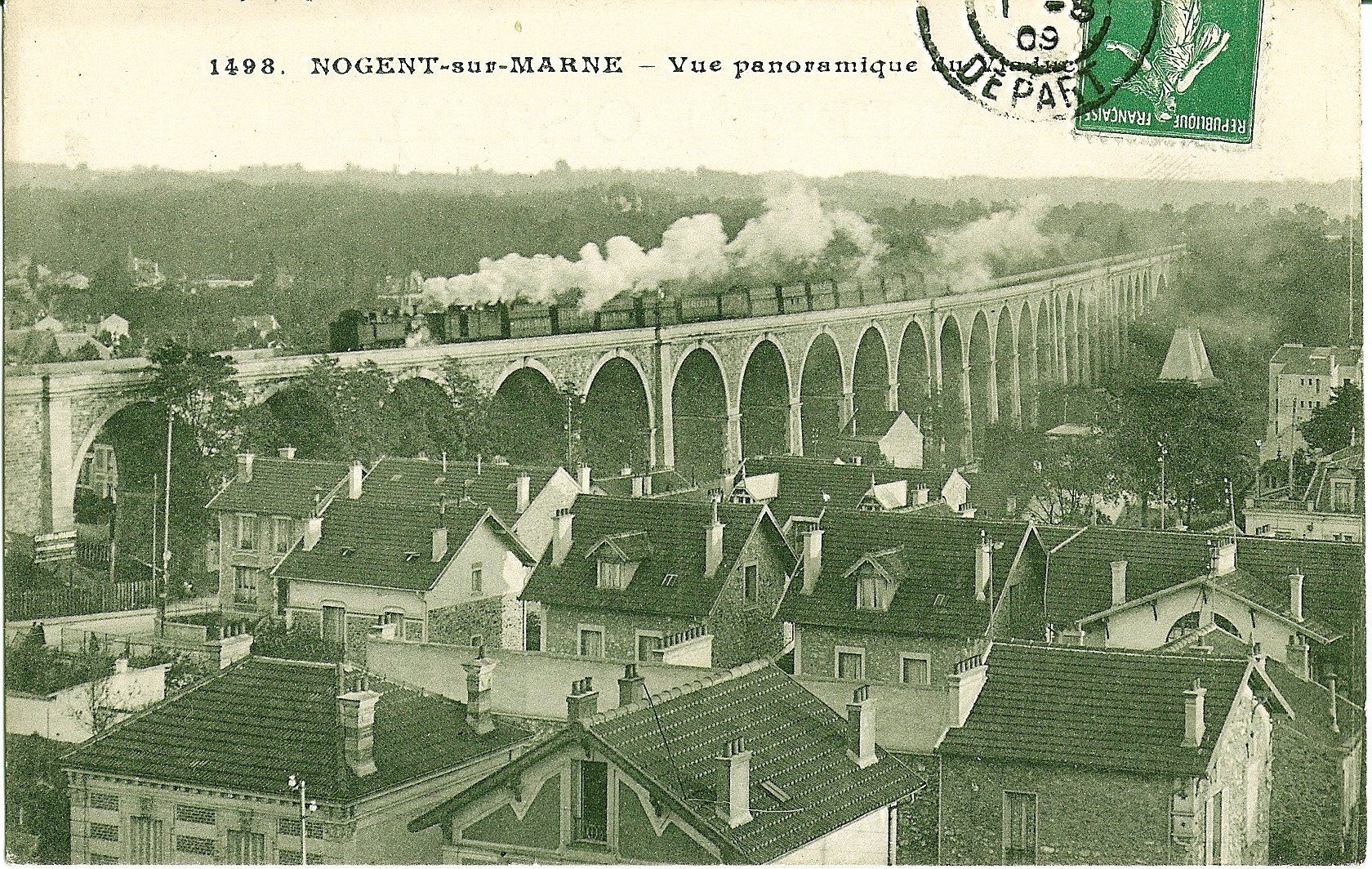
Eisenbahnbrücke in Nogent-sur-Marne (Karte von 1909)

Bemerkenswert sind eine Reihe von Ingenieursbauten auf den drei Strecken:
- Die Hauptstrecke überquert zweimal die Seine und dreimal die Marne: Im Westen von Paris  finden sich die anspruchsvollsten Bauten: der Tunnel des Relais im Forst von  Marly und die Brücke Viaduc du Val-Saint-Léger, welche das Tal von Saint-Léger überquert. Diese 1880 erbaute Brücke hat eine Länge von 311 m, die größte Spannweite eines Brückenelementes beträgt 72,50 m. Die Brücke wurde 1944 von der Deutschen Armee gesprengt und 1946 wieder aufgebaut.[3]
- Die Ceinture Complémentaire überquert die Marne auf einer knapp 100 langen Brücke und besitzt drei Tunnels mit Längen von 85 m, 714 m und 461 m.

## Elektrifizierung

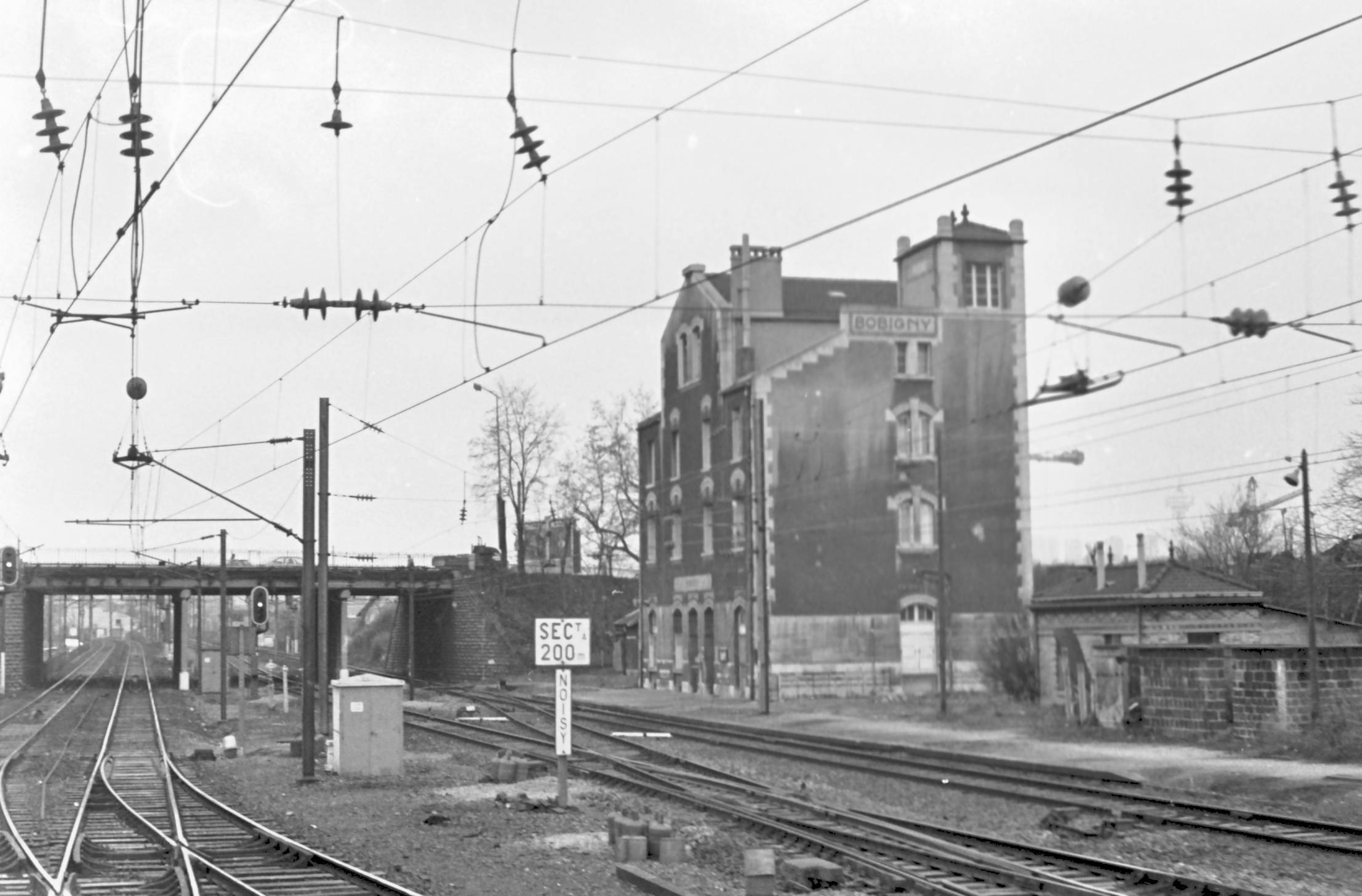
Bahnhof Bobigny mit Oberleitungen (1984)

Der Abschnitt Choisy-le-Roi – Orly der Grande ceinture stratégique war bereits 1921 elektrifiziert worden. Die Energiezufuhr erfolgte bei 850 V Spannung über eine Stromschiene. 1927 erfolgte die Umstellung auf Oberleitung mit 1 500 V Spannung. Der Abschnitt zwischen Orly und Massy wurde 1947 elektrifiziert.
Der Abschnitt Bobigny bis in die Nähe von Gagny der Grande ceinture complémentaire wurde 1970 elektrifiziert; die Reststrecke erst 1975. Der größte Teil dieser Strecke wird mit Wechselstrom (25 kV, 50 Hz) versorgt. Ein kurzer Abschnitt im Süden mit Gleichstrom 1,5 kV.
Die von den Bahnhöfen Gare du Nord und Gare de l'Est ausgehenden Radialstrecken wurden gegen Ende der 1950er Jahre elektrifiziert (25 kV; 50 Hz). Es bot sich an, auch die nördliche Grande Ceinture in gleicher Weise zu elektrifizieren, da dadurch Züge ohne Lokwechsel die Bereiche wechseln konnten.
Auf der Strecke zwischen der Abzweigung der Linie Paris-Creil in der Nähe von Stains und Noisy-le-Sec wurde am 21. Juli 1959 Spannung an die Oberleitung gelegt. Der Abschnitt Argenteuil – Stains der Hauptlinie und der Abschnitt Bobigny – Gagny der Ceinture complémentaire mussten damit bis zum 14. September 1970 warten.

## Die Linie heute

### Güterverkehr

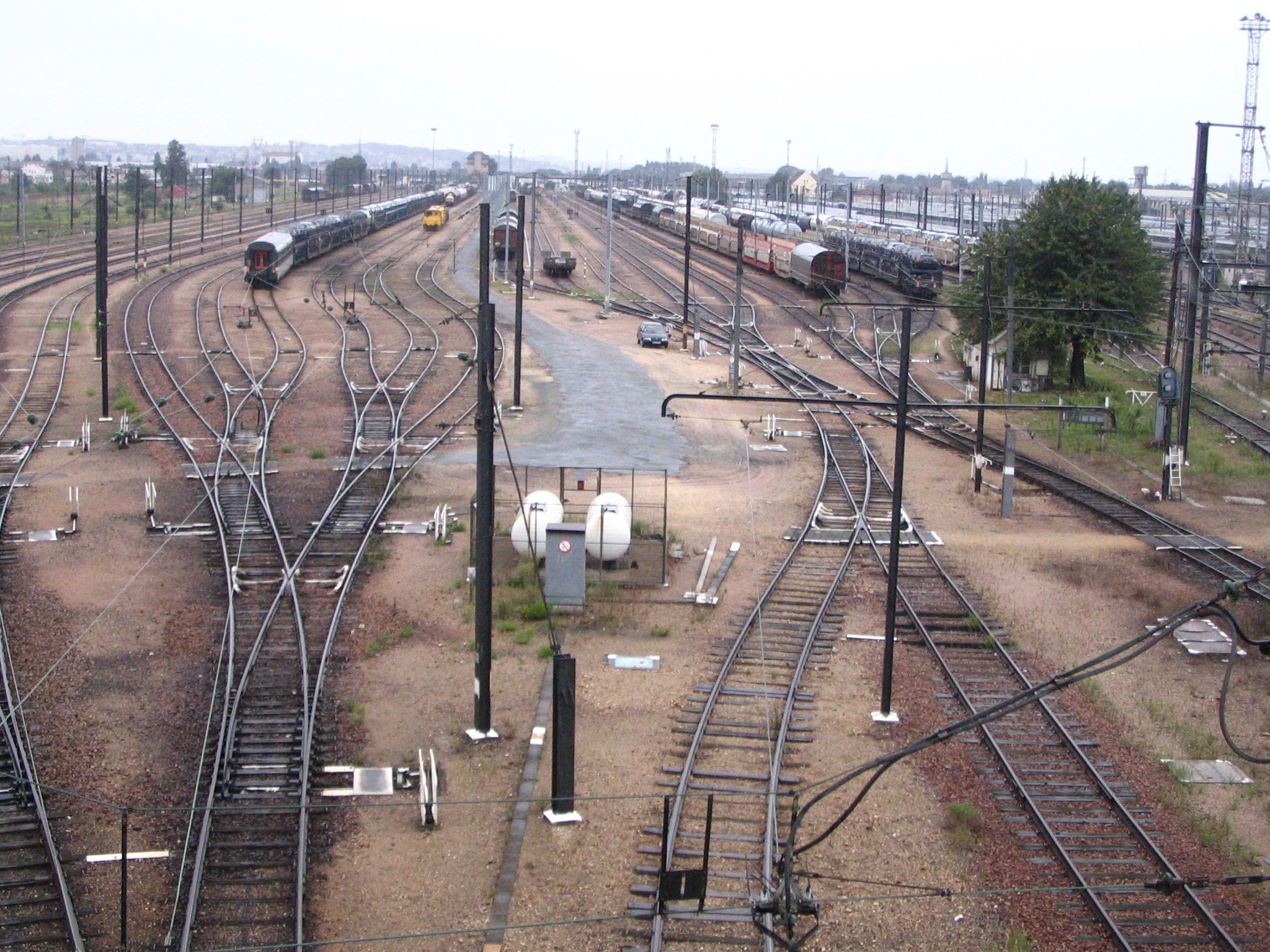
Rangierbahnhof Villeneuve-Saint-Georges im Jahr 2008

Wurde die Strecke ursprünglich gebaut, um den Güterverkehr um Paris herumzuleiten, so ist das auch heute noch ihre wichtigste Aufgabe: 250 Güterzüge benützen täglich die Grande Ceinture.
Um den Warenverkehr zu kanalisieren, entstanden entlang der Grande Ceinture – oder auf den Zuleitungsstrecken – mehrere große Rangierbahnhöfe, bzw. bestehende wurden ausgebaut. So z. B. bei Le Bourget-Drancy; Villeneuve – Saint-Georges; Juvisy; Trappes, Achères. Einige davon wurden inzwischen – bedingt durch Strukturwandel im Verkehrswesen (Übergang zu Ganzzügen; Konkurrenz des Lastkraftverkehrs) – aufgelöst. Der Rangierbahnhof Achères beispielsweise wurde zuletzt für Ganzzüge im PKW-Transport benutzt und 2005 von der SNCF stillgelegt. Seit 2011 wird er wieder genutzt und zwar von privaten Bahngesellschaften.
Der Abschnitt von Versailles bis Achères wurde 1990 eingestellt. Von Versailles-Chantiers bis Noisy-le-Roi und von St-Germain-en-Laye Grande Ceinture bis Achères ist die Strecke heute stillgelegt.

### Personenverkehr
Der Personenverkehr war auf der Grande Ceinture nie von großer Bedeutung: Anfangs waren die von der Linie berührten Gebiete nur gering besiedelt; die Züge fuhren nur sehr unregelmäßig, entsprechend gering war die Nachfrage. Auf der Grand Ceinture complémentaire wurde der Personenverkehr erst 1932 aufgenommen.
Auf dem Westteil der Strecke, der sog. Grande Ceinture Ouest, wurde Personenbeförderung bereits 1936 eingestellt, auf den anderen Teilstrecken 1939.
Zwischen Versailles und Juvisy südlich von Paris benützt der RER C Strecken sowohl der ursprünglichen Grande Ceinture als auch der Grand Ceinture Stratégique.
Auf einem Abschnitt der Grande Ceinture Ouest verkehrt – nach aufwändigen Erneuerungsarbeiten an der Strecke – seit Dezember 2004 die Linie L des Transilien. Sie bedient folgende Bahnhöfe der Grande Ceinture: St-Germain-en-Laye Grande Ceinture, St-Germain-en-Laye Bel Air, Mareil-Marly, Saint-Nom-la-Bretèche, Noisy-le-Roi. Das Fahrgastaufkommen lässt allerdings zu wünschen übrig, da es sich nicht um eine Direktverbindung nach Paris handelt. Fahrten nach Paris erfordern ein Umsteigen in Saint-Nom-la-Bretèche.
Einzelne TGV-Züge benützen auf ihren Fahrten zwischen verschiedenen Regionen Frankreichs die Grande Ceinture, ohne einen der großen Pariser Bahnhöfe anzufahren.

## Die Zukunft des Personenverkehrs auf der Grande Ceinture
Es gibt viele Projekte um das Nahverkehrsangebot in der Umgebung von Paris zu verbessern und vor allem den Tangentialverkehr, d. h. den Verkehr zwischen benachbarten Vorstädten, attraktiver zu machen. Drei dieser Projekte betreffen die Grand Ceinture – bei ihnen allen werden Tram-Train-Züge zum Einsatz kommen.

### Tram Express Nord

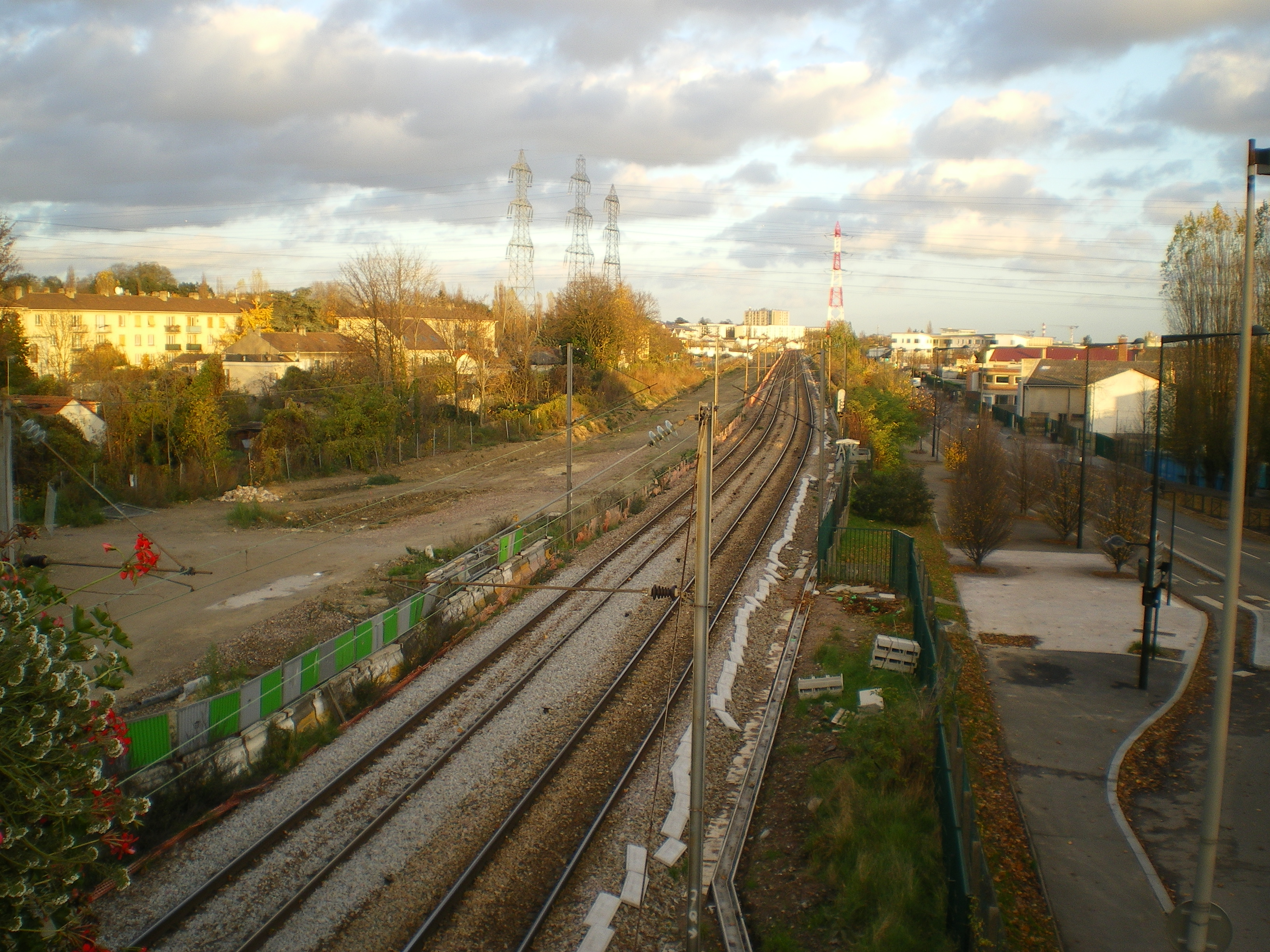
Grande Ceinture bei Villentaneuse; links daneben die Trasse des Tram Express Nord (Nov. 2012)

Der Tram Express Nord wird parallel und direkt neben den bestehenden Gleisen der Grande Ceinture auf einer 28 km langen Trasse die Strecke Sartrouville – Noisy-le-Sec befahren. Fertigstellung ist für 2023 vorgesehen. Der mittlere Abschnitt Épinay-sur-Seine ↔ Le Bourget ist bereits 2017 in Betrieb gegangen.

### Tram Express Sud
Die einst als Tram Express Sud geplante Linie T12 der Straßenbahn Île-de-France ersetzt seit dem 10. Dezember 2023 als Tram-Train auf dem Abschnitt Massy-Palaiseau–Petit-Vaux die bisher dort verkehrenden Züge des RER C. Südlich der Station verlassen deren Züge die Eisenbahngleise und verkehren auf einer neu angelegten Trasse als Straßenbahnen nach Évry.

### Tram Express Ouest
Der Tram Express Ouest wird das Angebot des Transilien L auf der Grande Ceinture Ouest übernehmen, mit einer Verlängerung der Strecke im Süden bis zum RER-Bahnhof Saint-Cyr, im Norden zunächst bis Saint-Germain-en-Laye (Inbetriebnahme gegen 2018) und im Endausbau sogar bis Achères.